# Зовнішня яремна вена
Зовнішня яремна вена (лат. vena jugularis externa) — яремна вена, що збирає венозну кров з переважно з поверхневих ділянок голови та шиї.

## Топографія
Зовнішня яремна вена розташована в підшкірній ділянці голови та шиї. Утворюється позаду вушної раковини внаслідок злиття двох приток: передньої (анастомоз з занижньощелепною веною) і задньої (результат об'єднання потиличної і задньої вушної вен). Зовнішня яремна вена йде косо вниз та медіально, перетинає груднинно-ключично-соскоподібний м'яз, прямує до ділянки великої підключичної ямки, де впадає в кут між підключичною і внутрішньою яремною венами у венозному куті (angulus venosus). Інколи впадає в підключичну вену. 

У зовнішню яремну вену впадають такі судини: 
- задня вушна вена (v. auricularis posterior). Вона збирає кров від м'яких тканин соскоподібної ділянки та ділянки, що розташована позаду вушної раковини, а також від її задньої поверхні. На рівні кута нижньої щелепи вона вливається у зовнішню яремну вену. Задня вушна вена анастомозує з потиличною веною і соскоподібною випускною веною;

- передня яремна вена (v. jugularis anterior). Вона формується з дрібних вен, що збирають кров від м'яких тканин підборідної ділянки. Потім йде вниз по зовнішній поверхні щелепно-під'язикового м'яза, а нижче- по передній поверхні грудниннопід'язикового м'яза. Потім передня яремна вена пронизує передтрахейну пластинку шийної фасції і заходить у міжфасційний надгруднинний простір, повертає вбік і позаду груднинно-ключично-соскоподібного м'яза впадає у кінцевій відділ зовнішньої яремної вени або в підключичну вену. Інколи права і ліва передні вени зливаються, утворюючи серединну вену шиї, яка переважно впадає у ліву плечо-головну вену. У надгруднинному просторі часто права і ліва передні яремні вени з'єднуються між собою поперечним анастомозом, який називається яремною венозною дугою (arcus venosus jugularis);

- надлопаткова вена (v. suprascapularis). Вона формується у верхній частині лопаткової ділянки і супроводжує однойменну артерію. Надлопаткова вена збирає кров від надостьового і підостьового м'язів і впадає в кінцевий відділ зовнішньої яремної вени або в підключичну вену;

- поперечні вени шиї (vv. transversae cervicis; vv. transversae colli), яких переважно є 2-3, супроводжують однойменну артерію. Вони збирають кров від глибоких м'язів шиї, м'яза-підіймача лопатки, ремінного м'яза шиї і ромбоподібних м'язів, а також від шкіри цих ділянок. Поперечні вени шиї впадають у кінцевий відділ зовнішньої яремної вени або у підключичну вену.